# لورو رادونییچ
لورو رادونییچ (انگلیسی: Lovro Radonjić؛ ۲۶ نوامبر ۱۹۲۵ – ۳۱ ژوئیهٔ ۱۹۹۰) بازیکن واترپلو و شناگر اهل یوگسلاوی بود.